# Шанай
Шанай (рос. Шанай) — улус Тункинського району, Бурятії Росії. Входить до складу Сільського поселення Зун-Муріно.
Населення — 303 особи (2015 рік).